# Альбер Шеффле
Альберт Шеффле (нім. Albert Eberhard Friedrich Schäffle; 4 лютого 1831, Нюртінген — 25 грудня 1903, Штутгарт) — німецький і австрійський економіст і соціолог, представник органічної школи.

## Біографія
Професор політекономії в університетах Тюбінгена, Відня і Штутгарта. Розглядав суспільство як організм, який розвивається по дарвіновському принципу боротьби за існування; аналізував роль колективної власності в процесі розподілу і виробництва. Шеффле вважав соціалізмом будь-яке втручання держави в економічне життя.
Предмет соціології для Шеффле — це духовні взаємини між людьми. Духовна взаємодія стає координатором соціального тіла, коли створюються знакові засоби для зв'язку і підтримки цілісності. Шеффле писав про 5 видів соціальних тканин. Закон соціального розвитку — природний добір, перемога вищих форм життя над примітивними. Основна відмінність суспільства від організму полягає в існуванні колективної свідомості.

## Основні твори
- «Будова і життя соціальних тіл» в 4-х тт. (нім. Bau und Leben des sozialen Körpers, 1875-1878);
- «Квінтесенція соціалізму» (нім. Die Quintessenz des Sozialismus, 1879).

## Основні праці
- Die nationalökonomische Theorie der ausschließenden Absatzverhältnisse (1867)
- Kapitalismus und Sozialismus (1870)
- Das gesellschaftliche System der menschlichen Wirtschaft (1873; 2 Bände)
- Die Quintessenz des Sozialismus (1874) Digitalisat auf archive.org (PDF; 14 MB)
- Bau und Leben des sozialen Körpers (1875–78; 4 Bände)
- Encyklopädie der Staatslehre (1878)
- Grundsätze der Steuerpolitik (1880)
- Die Aussichtslosigkeit der Sozialdemokratie (1885)
- Gesammelte Aufsätze (1885–87; 2 Bände)
- Zum Kartellwesen und zur Kartellpolitik, in: Zeitschrift für die gesamte Staatswissenschaft, 54 (1898), S. 467—528.
- Aus meinem Leben (1905)
- Abriss der Soziologie (1906)